# Faust Socyn

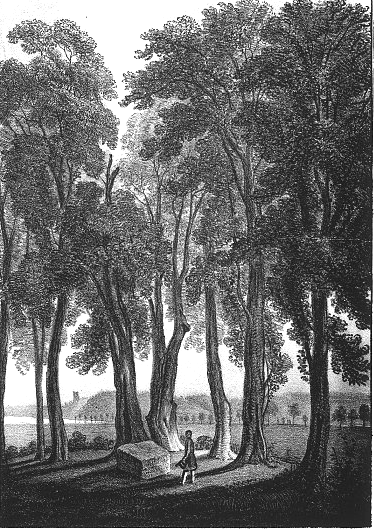
Grobowiec Fausta Socyna w Lusławicach, widok z 1848 roku

Faust Socyn, wł. Fausto Sozzini, (ur. 5 grudnia 1539 w Sienie, zm. 3 marca 1604 w Lusławicach) – włoski reformator religijny, teolog, polemista, pisarz i poeta. Twórca socynianizmu i doktryny religijnej braci polskich, dziadek Andrzeja Wiszowatego. Wpływ poglądów Socyna na ówczesną Europę zachodnią i środkową był znaczący i przyczynił się do stworzenia racjonalizmu i koncepcji państwa demokratycznego.

## Życiorys

### Wczesne lata życia
Urodził się w bogatej i wpływowej rodzinie prawników toskańskich,  Sozzinich, jako syn Alessandra Sozziniego (ze Scopeto), i Agnese Petrucci, pochodzącej z rodziny Petruccich, blisko spokrewnionej z papieżami: Piusem II, Piusem III i Pawłem V. Rodzina sympatyzowała z ruchem reformacyjnym. Pod wpływem stryja, Celsa Sozziniego, który opiekował się nim po śmierci rodziców, stryja Leliusza Sozziniego i Miguela Serveta zainteresował się antytrynitaryzmem, a w końcu odrzucił istnienie Trójcy Świętej i dogmaty katolickie . W 1562 opublikował pierwszą rozprawę teologiczną: Komentarz do pierwszego rozdziału Ewangelii św. Jana (już w 6 lat później przetłumaczoną na język polski). Kolejne 10 lat spędził na dworze księcia Toskanii Kosmy I, unikając kwestii religijnych i pisząc utwory o tematykach politycznej i miłosnej.

### Działacz reformacji
Narastająca presja ze strony Inkwizycji sprawiła, że w 1574 przeniósł się do ośrodka wolnomyślicielstwa – Bazylei, gdzie w 1578 opublikował swoje najbardziej oryginalne dzieło: O Jezusie Chrystusie Zbawicielu, które negowało znaczenie śmierci Chrystusa na krzyżu jako odkupienia grzechów, a podkreślało rolę Jezusa jako nauczyciela ludzkości, której wskazał drogę do osiągnięcia zbawienia (główne znaczenie nie przypisywał wierze, ale etyce postępowania ludzi). Socyn zaprzeczał także istnieniu grzechu pierworodnego jako sprzecznego z logiką, twierdząc, że grzech obciążać może jedynie jego sprawcę Adama, a nie całą ludzkość. Wierzył w możliwość doskonalenia człowieka, który przez rozwój nauki i techniki w końcu wyzwoli się od cierpień i klęsk. Podróżował również do Zurychu i Siedmiogrodu .

### Pobyt w Polsce
Jesienią 1578 po raz pierwszy przyjechał na krótko do Polski, do Krakowa. W następnym roku przyjechał ponownie, osiadając na stałe. Mieszkał w Krakowie, Pawlikowicach i Lusławicach . Nawiązał kontakty z grupą unitarian – Włochów z otoczenia królowej Bony . Chciał wstąpić do krakowskiego zboru braci polskich, ale odmówiono mu tego, ponieważ sprzeciwił się ponownemu ochrzczeniu (twierdził, iż każdy chrzest chrześcijański jest tak samo ważny). Niemniej nie przestał współpracować z braćmi polskimi, pomagając im ustalić spójną doktrynę religijną i rozstrzygając ich wewnętrzne spory. Od 1598 stał się nieoficjalnym przywódcą braci polskich; reprezentował nurt umiarkowany, który nie sprzeciwiał się pańszczyźnie, państwu i sądownictwu. W 1580 napisał traktat polemiczny O autorytecie Pisma Św., który podkreślał rolę Biblii jako Słowa Bożego, ale przyznawał, że w logiczny sposób nie można tego udowodnić.
Prowadził aktywne dysputy teologiczne (osobiste lub korespondencyjne) z autorami z całej Europy: kalwinistami Jacobem Covetem i Francesco Puccim (później konwertytą na katolicyzm), nonadorantystą Ferencem Dávidem, przeciwnikami antytrynitaryzmu Andrzejem Wolanem, Jakubem Paleologiem, Jakubem Wujkiem, Erasmusem Johannisem i Andrzejem Dudyczem .
W 1586 ożenił się z córką Krzysztofa Morsztyna (protektora protestantów), Elżbietą, która urodziła mu jedyne dziecko – Agnieszkę. W 1598, po śmierci Jana Niemojewskiego, został przywódcą braci polskich, których zaczęto nazywać socynianami .
W Europie nasilała się presja kontrreformacji. W 1571 zniszczono w Krakowie zbór protestancki i cmentarze innowierców. W 1586 zakończył się w Sienie zaoczny proces Socyna o herezję, wyrokiem skazującym go na śmierć . Od 1594 Socyn padał ofiarą napaści i przemocy. 30 kwietnia 1598 grupa krakowskich studentów, podburzonych przez miejscowy kler katolicki, wywlekła chorego Socyna z jego mieszkania znajdującego się w kamienicy Niderlandowskiej na rogu ulic Brackiej i Gołębiej, spaliła jego księgozbiór i usiłowała go zabić; w ostatniej chwili uratował go ksiądz-profesor Marcin Wadowita.

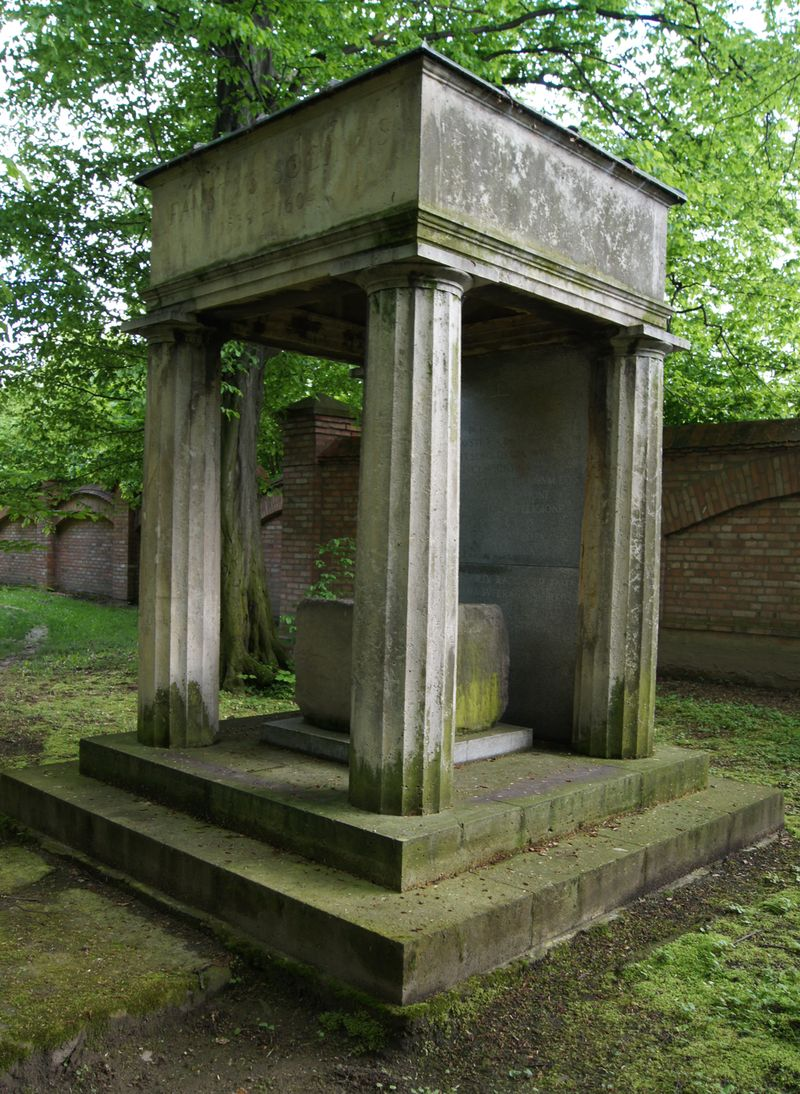
Mauzoleum Fausta Socyna w Lusławicach

Socyn, obawiając się o życie, wyjechał w 1598 do Lusławic koło Tarnowa, gdzie znajdował się duży ośrodek braci polskich. Nadal prowadził aktywne życie, prowadząc m.in. w latach 1601-1602 seminarium teologiczne w Rakowie (w 1602 powstanie tu Akademia Rakowska). Zmarł w Lusławicach w wieku 65 lat .

### Po śmierci
W 1603 roku jako autor trafił do pierwszego polskiego Indeksu Ksiąg Zakazanych powstałego z inicjatywy biskupa Bernarda Maciejowskiego.
Gdy w latach 70. XIX wieku wybuchła w okolicach Lusławic cholera, która zdziesiątkowała mieszkańców pobliskich wsi, za poradą miejscowego proboszcza, dla odwrócenia klęski, spławiono w Dunajcu zwłoki „heretyków” – w tym ciało Fausta Socyna, które nigdy nie zostało odnalezione (według opinii prof. Włodzimierza Demetrykiewicza kości Socyna nadal spoczywają nietknięte w grobie). Staraniem unitarian ze Stanów Zjednoczonych i Wielkiej Brytanii w 1933 wybudowano mauzoleum Socyna według projektu Adolfa Szyszko-Bohusza, wkomponowując kamień przeniesiony z grobu reformatora. Pierwotne miejsce pochówku Fausta Socyna znajdowało się na niewielkim wzniesieniu przy drodze gminnej do Lusławic. Symboliczny dziś grób Socyna znajduje się na terenie zespołu dworsko-parkowego, należącego w latach 1975–2020 do Krzysztofa Pendereckiego, a od 2021 r. – do Europejskiego Centrum Muzyki Krzysztofa Pendereckiego. Od 2020 r. w ramach stałej Ekspozycji multimedialnej „KRZYSZTOF PENDERECKI – DZIEDZICTWO POLSKIEJ MUZYKI XX i XXI WIEKU” znajdującej się w budynku instytucji regularnie odbywa się zwiedzanie z przewodnikiem Arboretum Krzysztofa Pendereckiego.

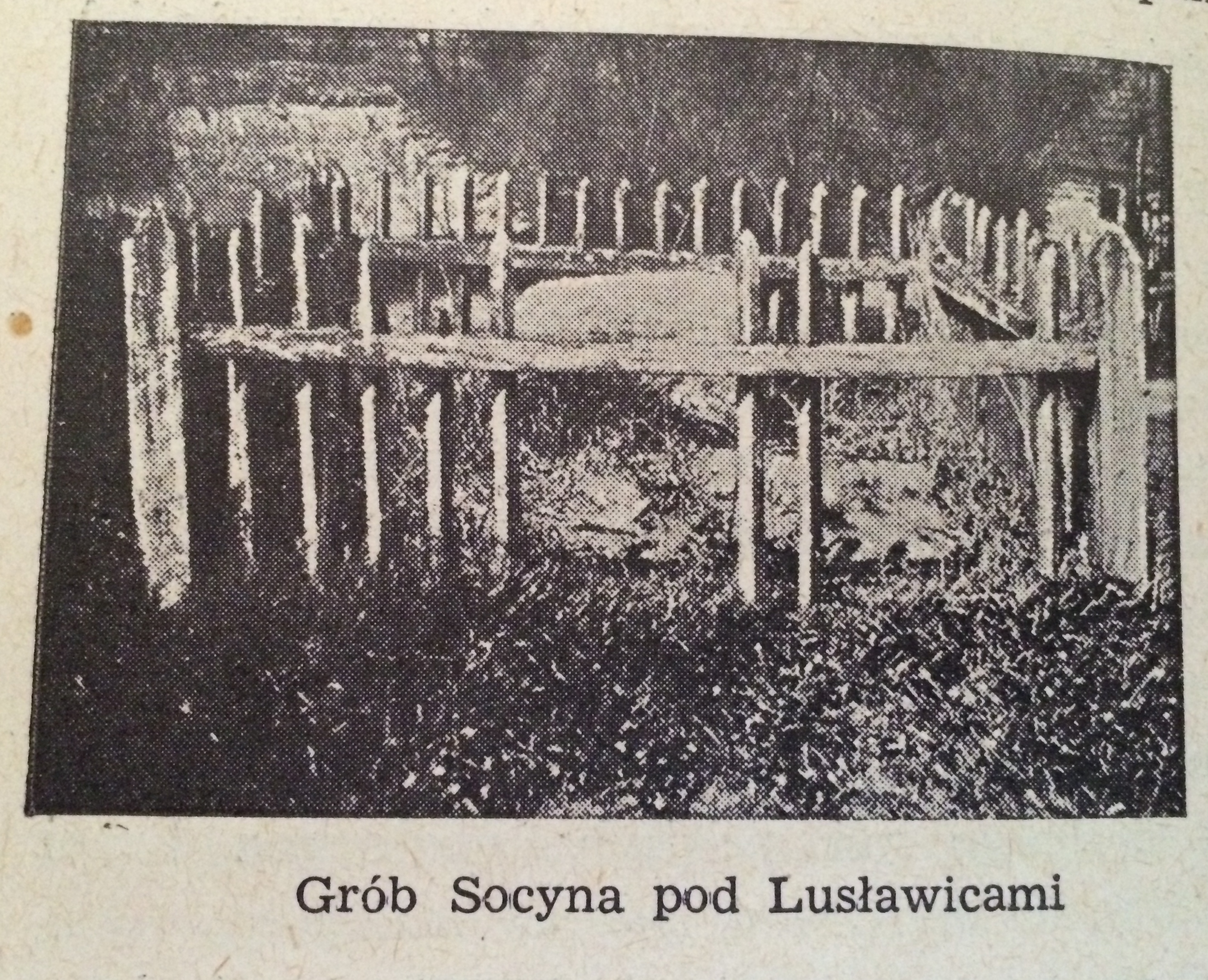
Grób Fausta Socyna na fotografii zreprodukowanej w książce Zbigniewa Ogonowskiego Arianie polscy, Warszawa 1952, s. 100.

## Twórczość

### Ważniejsze dzieła (chronologicznie)
- Explicatio primi capitis Ioannis, Alba Julia 1568, tłum. pl Wykład na pierwszą kapitułę Jana świętego Ewangelijej, tłum. Grzegorz Paweł z Brzezin, Kraków 1568,
- Ad Iac. Paleologi librum, cui titulus est: Defensio verae sententiae de magistratu politico etc. pro Racoviensibus responsio (Raków) 1581 (drukarnia S. Sternacki, wyd. anonimowo); wyd. następne: Raków 1627
- De loco Pauli Apostoli in Epistola ad Rom. cap. septimo Prosperi Dysidaei cum nobiliss. quodam viro disputatio, Kraków 1583, drukarnia A. Rodecki; wyd. następne: Raków 1612 (zawiera także list J. Niemojewskiego i odpowiedź Socyna); przekł. polski: T. Bieńkowski, L. Chmaj, I. Lichońska, Z. Matuszewiczowa, W. Preisner
- Responsio fratrum qui in Polonia et Lithuania de uno Deo Patre, unoque Dei Filio consentiunt, quos Volanus Samosatenianos vel Ebionitas appelat, brak miejsca wydania (1583?); przekł. holenderski: 1664
- De Jesu Christi Filii Dei natura sive essentia, brak miejsca wydania 1588 (Estreicher przypuszcza: drukarnia A. Rodeckiego, wyd. anonimowo); wyd. następne: Raków 1627 (dziełko to jest dalszym ciągiem polemiki z A. Wolanem)
- De S. Scripturae auctoritate... per Dominicum Lopez Societatis Jesu, Hispali (Amsterdam) 1588; wyd. następne: brak miejsca wydania 1589; pt. De Sacrae Scripturae auctoritate libellus Fausti Socini Senensis. Cui addita est Summa religionis christianae eiusdem Socini. Utrumque ex italico in latinum conversum, Raków 1611; brak miejsca wydania 1611; przekł. polski: rozdz. 5: Z. Ogonowski „Socynianizm polski”, Warszawa 1960, Myśli i ludzie nr 2; przekł. francuski: Nicolas Bernaud pt. Livre de l’ authorité de la S. Écriture, brak miejsca wydania 1592; przekł. holenderski: pt. Tractaet van de auctoriteyt de H. Schrifture, Raków (według A. Kaweckiej-Gryczowej w rzeczywistości: Niderlandy) 1623; także pt.  't Boeck van Socinus van de authoriteyt der H. Schriijftuur, Raków 1623; także pt. Van de Geloofwaerdigheyt der H. Schriftuur, 1666
- Argumenti pro trino et uno Deo, brak miejsca wydania 1591 (egz. obecnie nieznany); wyd. następne: pt. Tractatus de Deo, Christo et Spiritu Sancto, Raków 1611
- De peccato et peccatorum remissione, brak miejsca wydania 1591
- Iustificationis nostrae per Christum synopsis, Gerapoli 1591; przedr. w zbiorku pt. Tractatus de iustificatione, Raków 1611
- Quaenam sit ea in christum qua iustificamur, brak miejsca wydania 1592 (ekscerpt z dzieła pt. De Jesu Christo Servatore, brak miejsca wydania 1594)
- Refutatio libelli quem Iac. Vuiekus Iesuita anno 1590 polonice editit, de divinitate Filii Dei et Spiritus Sancti. Ubi eadam opera refellitur quidquid Rob. Bellarminus itidem Iesuita Disputationum suarum tomo primo, secundae controversiae generalis libro primo, de eadam re scripsit, brak miejsca wydania 1594; wyd. następne: pt. Responsio ad libellum Iacobi Wuieki Iesuitae, brak miejsca wydania 1624, drukarnia S. Sternacki; przekł. polski: nie stwierdzono tożsamości tłumacza pt. Refutacya książek, które x. Jakub Wujek Jezuita wydał, tłum. P. Stoiński, Raków 1593, drukarnia S. Sternacki
- De Jesu Christo Servatore (O Jezusie Chrystusie Zbawicielu), brak miejsca wydania 1594, drukarnia S. Sternacki; według A. Kaweckiej-Gryczowej: Kraków po 1 października 1594, drukarnia A. Rodecki (dzieło to było przedmiotem szerokiej polemiki w kraju i za granicą; polemizowali m.in.: Grzegorz z Żarnowca, Jan Niemojewski, D. Clementinus, H. Grotius, J. Covet, W. Salinarius, K. Vorstius, A. Graver i Höffner); przekł. holenderski: pt. Van de Gesaflde Heyland, 1654 (ekscerpt z dzieła pt. De Jesu Christo Servatore, brak miejsca wydania 1594)
- Defensio disputationis suae de loco septimi capitis Epistolae ad Romanos, sub nomine Prosperi Dysidaei, ante 12 annos ab se editae, brak miejsca wydania 1595; wyd. następne: Raków 1595; przekł. holenderski: 1664
- De unigeniti Filii Dei existentia. Inter Erasmum Iohannis et Faustum Socinum disputatio, brak miejsca wydania 1595; wyd. następne: Raków 1626 (dysputa odbyła się w Krakowie w roku 1584)
- De Jesu Christi invocatione disputatio, quam Faustus Socinus per scripta habuit cum Francisco Davidis anno 1578 et 1579 (Dysputa o oddawaniu czci Jezusowi Chrystusowi...), brak miejsca wydania 1595
- Okazanie tego, iż ci ludzie, którzy w Królestwie Polskim i w Wielkim Księstwie Litewskim pospolicie ewanielikami nazwani są, którzy by skutecznej pobożności naśladowani być chcieli, powinni by się do zboru tych ludzi przyłączyć, którzy w tychże narodziech fałszywie i niesłusznie ariany i ebionitami nazywani bywają, powst. 1599 w Lusławicach, wyd. Raków 1600 (porównaj: De officio hominis..., Irenopoli 1610; Quod Regni Poloniae..., Raków 1611; stosunek tych trzech wersji nie jest bliżej ustalony)
- De statu nortuorum usque ad diem ultimum (traktat dyskutowany w Rakowie), wyd.: J. Hoornbeck Socinianismus confutatus, t. 3. Ultrajecti, 1650, s. 505–523; fragmenty przedr.: D. Cantimori Per la storia degli eretici italiani del secolo XVI in Europa, Rzym 1937, s. 249–253; L. Szczucki „Z eschatologii braci polskich”, Część pierwsza. Dwa pisma Leliusza i Fausta Socynów, Archiwum Historii Filozofii i Myśli Społecznej, t. 1 (1957); przekł. polski: L. Joachimowicz pt. O stanie umarłych aż do dnia ostatecznego, wyd. L. Szczucki Z eschatologii...
- Praelectiones theologicae, Kraków 1609, drukarnia S. Sternacki; wyd. następne: Raków 1627 (według F. S. Bocka istniała edycja z roku 1625; nieznana Estreicherowi; dzieło nieukończone); przekł. polski: rozdz. 2: Z. Ogonowski „Socynianizm polski”, Warszawa 1960, Myśli i ludzie nr 2; przekł. holenderski: pt. Teologische Lessen, Raków 1627; inne wydanie pt. Theologische Lessen, Raków około 1630 (według A. Kaweckiej-Gryczowej w rzeczywistości: Niderlandy)
- De officio hominis christiani in hodiernis istis de religione controversiis, Irenopoli 1610 (według Estreichera prawdopodobnie oznacza to Amsterdam lub Franeker); wyd. następne: Raków 1611 (według Estreichera jest ono prawdopodobnie zbliżone lub identyczne z dziełkiem Quod Regni Poloniae..., Raków 1611; będącym być może przeróbką Okazanie tego..., Raków 1600); przekł. holenderski: pt. Het Ampt van een Christen Mensch, brak miejsca wydania 1630 (według A. Kaweckiej-Gryczowej w rzeczywistości: Niderlandy)
- De statu primi hominis ante lapsum disputatio adversus Franciscum Puccium (O stanie pierwszego człowieka przed upadkiem...), Raków 1590 (według Estreichera edycja wątpliwa); inne wydania: pt. De statu primi hominis ante lapsum disputatio. Quam Faustus Socinus Senensis per scripta habuit cum Francisco Puccio Florentino anno 1578, Raków 1610, drukarnia S. Sternacki
- Miscellanea, Raków 1611, drukarnia S. Sternacki
- Quod Regni Poloniae et Magni Ducatus Lithuaniae homines, vulgo Evangelici dicti, Raków 1611, drukarnia S. Sternacki (porównaj: Okazanie tego..., Raków 1600 i De officio hominis..., Irenopoli 1610)
- Tractatus de Deo, Christo et Spiritu Sancto, Raków 1611, drukarnia S. Sternacki; wyd. następne: Raków 1611 (wyd. z dodatkiem pt. Asserciones theologicae...)
- Tractatus de Ecclesia, Raków 1611, drukarnia S. Sternacki; przekł. holenderski: pt. Van de Kercke off Ghemeynte, verscheyden Tractaten (Amsterdam) 1639
- Tractatus de iustificatione, Raków 1611, drukarnia S. Sternacki; wyd. następne: Raków 1616 (według A. Kaweckiej-Gryczowej w rzeczywistości: Niemcy, prawdopodobnie Altdorf); zob. także: Iustificationis nostrae per Christum synopsis, Gerapoli 1591
- De baptismo aquae disputatio, Raków 1613, drukarnia S. Sternacki; przekł. holenderski: pt. Van de Water-Doop. Disputatie oft een Christen Mensche, brak miejsca wydania 1632 (według A. Kaweckiej-Gryczowej: Niderlandy)
- Commentarius in Epistolam Iohannis Apostoli primam, Raków 1614, drukarnia S. Sternacki (według A. Jochera istniała edycja z roku 1618; Estreicher uważa to za wątpliwe)
- Brevis discursus de causa, ob quam creditur aut non creditur Evangelio Jesu Christi, et de eo, quod quid credit proemio, qui non credit poena a Deo afficiatur, Raków 1614, drukarnia S. Sternacki; przekł. holenderski: 1649
- Concionis Christi... explicatio, Raków 1616, drukarnia S. Sternacki
- Breves de diversis materiis ad religionem Christianam pertinentibus tractatus, Raków 1618
- Breves quidam de diversis materiis ad Christianam religionem pertinentibus tractatus, Raków 1618, drukarnia S. Sternacki
- Christianae religionis brevissima institutio, per interrogationes et responsiones, quam catechismus vulgòvocant... Opus imperfectum (Krótka nauka o religii chrześcijańskiej, w pytaniach i odpowiedziach, zwana powszechnie katechizmem...), Raków 1618, drukarnia S. Sternacki
- Novum Fragmentum catechismi prioris (uzupełnienie katechizmu), Raków 1618-1619
- De Coena Domini tractatus brevis, Raków 1618, drukarnia S. Sternacki
- Defensio animadversionum, Raków 1618, drukarnia S. Sternacki
- Disputio de adoratione Christi, Raków 1618, drukarnia S. Sternacki (polemika z C. Franckenem)
- Lectiones sacrae... Opus imperfectum, Raków 1618, drukarnia S. Sternacki; przekł. holenderski: pt. Schriftuurlijke Lessen, 1666
- Fragmenta duorum scriptorum, Raków 1619, drukarnia S. Sternacki
- Elenchi sophistici, Raków 1625, drukarnia S. Sternacki
- Religionis christianae brevis institutio (Raków) 1629; wyd. następne: (Raków) 1634; przekł. niemiecki: pt. Kurtzer Inhalt der Christl. Religion, 1629
- Fausti et Laelii Socini, item Ernesti Sonneri tractatus aliquot theologici, nunquam antehac in lucem editi, Eleuteropoli (Amsterdam) 1654, drukarnia G. Philadelphus

### Wydanie zbiorowe
- „Opera omnia in duos tomos distincta. Irenopoli (Amsterdam) post annum Domini 1656”, Bibliotheca Fratrum Polonorum, t. IV-V (z portretem Socyna); tu także korespondencja, wydane przez jego wnuka Andrzeja Wiszowatego.

### Listy i materiały
Faust Socyn zostawił po sobie bogatą korespondencję, wydaną pośmiertnie w kilku tomach.
- Korespondencje z lat 1561–1604 w przekł. polskim: T. Bieńkowskiego, L. Chmaja, I. Lichońskiej, Z. Matuszewiczowej, W. Preisnera – ogł. L. Chmaj: F. Socyn „Listy”, t. 1-2, Warszawa 1959, Biblioteka Pisarzy Reformacyjnych nr 2 (zawiera poniżej podaną korespondencję, także zawartą w De loco Pauli Apostoli in Epistola ad Rom. cap. septimo Prosperi Dysidaei cum nobiliss. quodam viro disputatio)
- Korespondencja, m.in. z: E. Arciszewskim, J. Blandratą, M. Czechowicem, K. Lubienieckim, H. Moskorzewskim, J. Niemojewskim, W. Smalcem, M. Scuarcialupim, P. Statoriusem, M. Wadowitą; 95 listów wyd. prawdopodobnie W. Smalcius pt. Fausti Socini Senensis ad amicos epistolae, Raków 1618, drukarnia S. Sternacki; przedr.: Opera omnia..., wyd. zbiorowe, t. 1, s. 359–495; przekł. polski 2 listów (od M. Scuarcialupiego, dat. w Alba Julia 15 września 1581, oraz odpowiedź Socyna, dat. w Krakowie 20 listopada 1581): I. Lichońska; ogł. L. Szczucki, J. Tazbir Literatura ariańska w Polsce XVI wieku. Antologia, Warszawa 1959 (jest to część zbioru, zgromadzonego po śmierci F. Socyna przez W. Smalciusa w liczbie przeszło 200 listów; zbiór ten przeszedł później w ręce Marcina Ruara), przekł. holenderski: Brieven aan zijn Vrienden geschreeven, 1666
- C. C. Sandius Bibliotheca Anti-Trinitariorum, Freistadt 1684 (tu inne listy ze zbioru W. Smalciusa, porównaj: Korespondencja, m.in. z: E. Arciszewskim, J. Blandratą, M. Czechowicem, K. Lubienieckim, H. Moskorzewskim, J. Niemojewskim, W. Smalcem, M. Scuarcialupim, P. Statoriusem, M. Wadowitą)
- 9 listów z lat 1561–1588 do: B. Bolgariniego, B. Bargagliego i wielkiego księcia Toskanii; wyd. S. Ciampi Bibliografia critica delle antiche reciproche correspondenze... colla Polonia, t. 3, Florencja 1834, s. 70–74; C. Cantu Gli eretici d’ Italia, t. 2, Turyn 1886, s. 491 nn.
- Ad Andream Dudithium epistolae ex italico in latinum conversae, Raków 1635, drukarnia S. Sternacki; przedr. w: Opera omnia..., wyd. zbiorowe, t. 1, s. 495–510 (4 listy z lat 1580–1583 ze zbioru W. Smalciusa)
- Do A. Wojdowskiego, dat. w Krakowie 25 listopada 1593; do W. Radeckiego, dat. w Lusławicach 24 lutego 1602; ogł. L. Chmaj „Dwa nieznane listy F. Socyna”, Studia nad arianizmem, Warszawa 1959
- Do M. Wadowity, dat. w Igołomii 14 czerwca; ogł. w: Opera omnia..., wyd. zbiorowe, t. 1, s. 457–477; przekł. polski: I. Lichońska; ogł. L. Szczucki, J. Tazbir Literatura ariańska w Polsce XVI wieku. Antologia, Warszawa 1959
- Do J. Krzesza, dat. 1599; ogł. T. Crenius Animadversiones philologicae et historicae, cz. 7, Lejda 1700, s. 216
- Do H. Moskorzewskiego, dat. 1603; ogł. F. S. Bock Dissertatio inauguralis memorabilia Unitariorum qui vulgo Sociniani appellantur, acta in Prussia exhibens, cz. 1, Królewiec 1753, s. 703
- Do H. Moskorzewskiego, dat. z Rakowa 5 czerwca 1603; ogł. P. Tschakert „Ein ungedruckter Brief”, Altpreussische Monatsschrift 1886
- Protokoły z obrad w Rakowie; zob. także De loco Pauli Apostoli in Epistola ad Rom. cap. septimo Prosperi Dysidaei cum nobiliss. quodam viro disputatio, Kraków 1583

### Utwór o autorstwie niepewnym
- Instrumentum doctrinarum Aristotelicum in usum christianarum scholarum, exemplis theologicis illustratum per Prosperum Gratianum, Łosk 1586 (Estreicher nie zna tego pseudonimu, powątpiewa w autorstwo Socyna i jako domniemanego autora proponuje J. Liciniusa).